# 22740 Rayleigh
22740 Rayleigh (1998 SX146) là một tiểu hành tinh nằm phía ngoài của vành đai chính được phát hiện ngày 20 tháng 9 năm 1998 bởi Eric Walter Elst ở Đài thiên văn Nam Âu.
Tiểu hành tinh được đặt theo tên của John William Rayleigh (1842–1919), nhà vật lý học người Anh.